# Saint-Sulpice-des-Landes (Bretagna)
Saint-Sulpice-des-Landes è un comune francese di 833 abitanti situato nel dipartimento dell'Ille-et-Vilaine nella regione della Bretagna.

## Società

### Evoluzione demografica
Abitanti censiti